# نبرد حارم
نبرد حارم (به انگلیسی: Battle of Harim (Harenc))، نبردی است در ۱۲ اوت ۱۱۶۴ در حارم سوریه میان نیروهای نورالدین زنگی و ارتش متشکل از کنت‌نشین طرابلس، شاهزاده‌نشین انطاکیه، امپراتوری بیزانس و ارمنستان که با پیروزی زنگیان و نورالدین زنگی همراه بود.